# Josef Scheicher

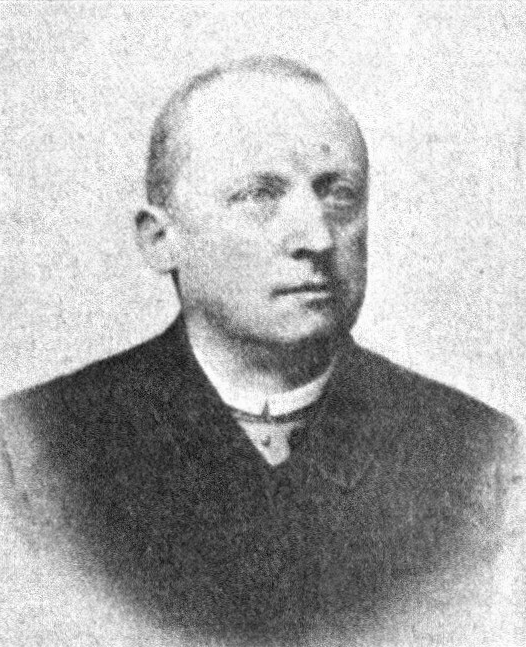
Josef Scheicher

Josef Scheicher (* 18. Februar 1842 in Lichtenhof bei St. Stefan ob Stainz; † 28. März 1924 in Wien) war ein österreichischer katholischer Priester und Politiker.

## Leben
Josef Scheicher war der Sohn der Bauernfamilie Maria und Josef Scheicher am Hof vlg. „Geidl“ im Ort Lichtenhof in der Weststeiermark. Mit 13 Jahren bestand er die Aufnahmeprüfung am Akademischen Gymnasium in Graz und wurde dort aufgenommen. Bereits im zweiten Jahr wechselte er in das bischöfliche Knabenseminar und trat einer deutschnational gesinnten Pennälerverbindung bei. Seine erste „Studentenwohnung“ befand sich im ehem. Jesuitengymnasium, dem sogenannten „Taubenkobel“ an der Ecke Hofgasse/Sporgasse in Graz. Die Seminarausbildung beendete er vorzeitig, die Matura wollte er im Jesuitenkloster St. Andrä im Lavanttal nachholen. Das Noviziat in diesem Kloster wurde ebenfalls vorzeitig beendet, ein Herzleiden, an dem er seit fünf Jahren litt, hatte sich bemerkbar gemacht. Am Gymnasium der Franziskaner in Rudolfswerth im damaligen Krain konnte er die Matura nachholen, die er mit Auszeichnung bestand. Da sein Gesundheitszustand für das Ordensleben aber nicht stabil genug erschien, riet man ihm zu einer Laufbahn als Weltpriester. Der Novizenmeister in Rudolfswerth war mit dem damaligen Bischof von St. Pölten Joseph Feßler befreundet und vermittelte eine Aufnahme in das dortige Priesterseminar. Am 26. September 1865 trat er in das Priesterseminar St. Pölten ein und empfing am 27. Juni 1869 die Priesterweihe. Seine Primiz feierte er in der Heimatpfarre St. Stefan ob Stainz am 11. Juli 1869.
Ab 1872 studierte er katholische Theologie in Wien und gehörte dem Frintaneum an. Am 17. März 1875 wurde er zum Doktor der Theologie promoviert, nachdem er für seine Dissertation nur wenige Wochen benötigt haben sollte und kehrte nach Waidhofen zurück.
Josef Scheicher wurde am 31. März 1924 am Wiener Zentralfriedhof begraben. Am Begräbnis nahmen Erzbischof Piffl, der St. Pöltner Bischof Johannes B. Rößler, Nationalratspräsident Wilhelm Miklas, der Wiener Bürgermeister Karl Seitz, der Herausgeber der Zeitung Reichspost (und späterer Gründer der Furche) Friedrich Funder und der damalige Bundeskanzler Ignaz Seipel teil, der auch den Nachruf hielt. Zur Person Josef Schleichers führte er aus:

„… Dieser Priester, selbst aus den schlichten Ständen des österreichischen Volkes hervorgegangen, erkannte schon sehr früh die Wichtigkeit der sozialen Frage. Später wurde er dann einer der Führer der großen politischen Partei der Christlichsozialen. Scheicher gelangte nicht auf dem Umweg über die Politik zum Studium der sozialen Frage, sondern er erkannte die Politik und die Partei als ein Mittel zum Zwecke, um die soziale Frage lösen zu helfen. … Dabei war er ein Mann der Freiheit, mitunter von überschäumendem Freiheitsbewusstsein, mitunter ein Eigengänger und Eigenbrötler, er war groß genug, um das sein zu dürfen, was er war. …“

Die Grabstelle wird von einer Skulptur des Guten Hirten geschmückt. Sie wurde 2012 von Vertretern seiner Heimatgemeinde St. Stefan ob Stainz renoviert und wird aus privaten Mitteln, aus der Gemeinde und Pfarre St. Stefan ob Stainz betreut.

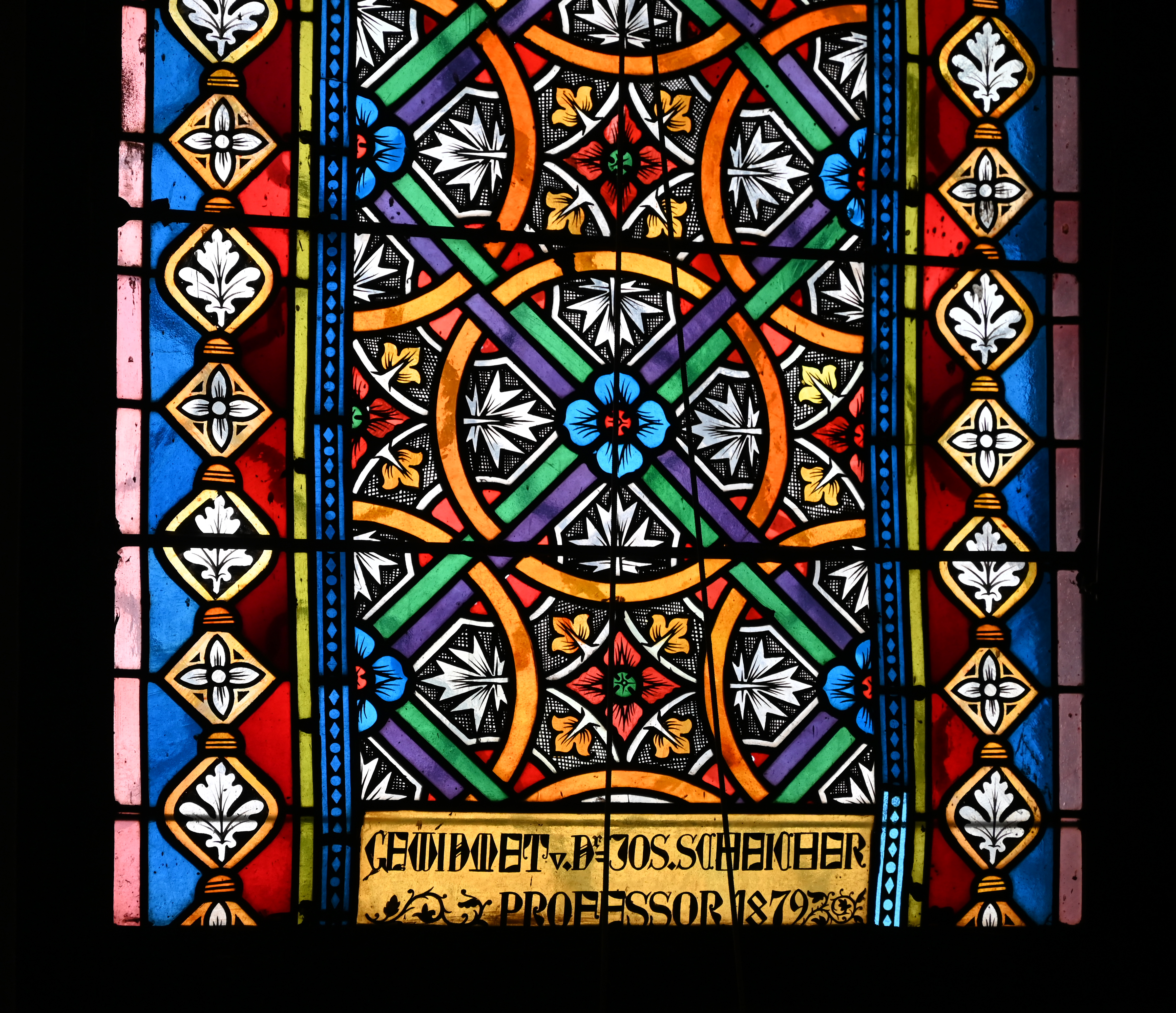
Widmung des Kirchenfensters in St. Stefan ob Stainz

Aus Anlass des 180. Geburtstages wurde im Februar 2022 an seinem Geburts- und Heimathaus eine Gedenktafel angebracht.

## Tätigkeit
Nach der Priesterweihe 1869 arbeitete er als Kaplan (Kooperator) in Waidhofen an der Ybbs, dort begann auch seine politische Laufbahn. Er lernte die Not der ländlichen Bevölkerung kennen und begann mit seinen Bestrebungen, Selbsthilfegruppen und Bildungsvereine einzurichten. Und er machte erste Erfahrungen: Bereits nach seiner ersten Predigt zum Kaiser-Geburtstag (damaliger Kaiser: Franz Joseph I.) war er von liberalen Bürgern bei Gericht angezeigt worden, weil seine Predigt hochverräterisch und aufrührerisch gewesen sei. Das Spannungsverhältnis zum Liberalismus sollte ihn durchs Leben begleiten und fand auch in seiner Publikationstätigkeit einen Niederschlag. 1875 leitete er die Redaktion der Zeitschrift „St. Pöltner Bote“, ab 1879 war Josef Scheicher Professor für Moraltheologie im Priesterseminar in St. Pölten. Er war Prälat und Apostolischer Pronotar.
1884 veröffentlichte er die Studie „Der Klerus und die soziale Frage“. Diese Publikation machte ihn auch international bekannt, sie wurde auf Französisch, Italienisch, Tschechisch und Ungarisch übersetzt. Das Werk befasste sich mit den damals modernen Zeitströmungen des Liberalismus, Kapitalismus und Kommunismus und wird zu jenen Schriften gezählt, welche die Entstehung der Sozialenzyklika Rerum Novarum des Papstes Leo XIII. anregten. Seine Ernennung zum päpstlichen Hausprälaten wird darauf zurückgeführt.
1901 hielt er auf dem Klerustag am 29. August ein kirchenkritisches Referat, nach welchem die Hierarchie der damaligen katholischen Kirche nicht dem Evangelium entspräche und eine Reform notwendig sei. Kritisch behandelte er auch die Priesterausbildung, das künstliche „Aufpäppeln“ der Priesteramtskandidaten würde den Priestermangel nicht lösen helfen. Scheicher forderte auch die Verbesserung der prekären Lage des niederen Klerus, für dessen Besoldung die Leistungen aus dem Religionsfonds und den Kongrua-Zuschüssen des Staates nicht ausreichten. Danach wurde Scheicher des Modernismus verdächtigt, was damals, in der Zeit von Papst Pius X., des Nachfolgers von Leo XIII., ein harter Vorwurf war. Scheicher wurden Ketzerei, Leugnung der Hölle und der Ewigkeit der Höllenstrafen, Reformforderungen betreffend den Zölibat und andere Verstöße gegen wichtige Standpunkte der Kirche unterstellt. Er wurde aufgefordert, gehorsam zu sein. Ein weiterer Klerustag, der für den 28. August 1902 vorgesehen war, wurde abgesagt. Josef Scheicher schloss sich in den folgenden Jahren immer stärker der entstehenden christlich-sozialen Bewegung an. Mit Karl Lueger, Albert Geßmann, Aloys von Liechtenstein und Karl von Vogelsang wird er zu den Gründergestalten der Christlichsozialen Partei gerechnet.
Von 1891 bis 1898 gehörte er dem St. Pöltner Stadtausschuss an, 1890 bis 1919 war er Abgeordneter zum Landtag, von 1897 bis 1909 auch des Niederösterreichischen Landesausschusses und zuletzt Mitglied der provisorischen Landesversammlung in Niederösterreich. 1894 bis 1918 gehörte Josef Scheicher dem österreichischen Reichsrat an, danach war er vom 21. Oktober 1918 bis zum 16. Februar 1919 Mitglied der provisorischen Nationalversammlung. Seine Arbeitsgebiete waren vorrangig das Gemeindewesen, das Gesundheitswesen und der Straßenbau. Er gründete eine Reihe von Volksbildungsvereinen und gab Publikationen zu sozialen Themen heraus. Seine Autobiografie „Erlebnisse und Erinnerungen“ umfasst sechs Bände.
Ein neugotisches Kirchenfenster der Pfarrkirche St. Stefan ob Stainz aus dem Jahr 1879 nennt als Stifter Josef Scheicher (in der Apsis, Evangelienseite).
Dass Niederösterreich zum Kernland der Christlichsozialen Partei wurde, soll zu einem großen Teil auf sein Wirken zurückzuführen sein. Er unterstützte die sozialreformatorische Entwicklung Karl von Vogelsangs und die demokratische Selbstverwaltung der Gemeinden. Josef Scheicher wird auch als maßgeblicher Förderer des Antisemitismus in Niederösterreich beschrieben, in seinen Reden kamen judenfeindliche Angriffe vor, wobei er zwar Beschränkungen der Juden erwartete, aber keine Hetze. Das wird mit folgendem Zitat belegt:

„… Wenn die Zeit an Verleumdungen aus Hass gegen Andersgläubige sich einmal gewöhnt haben sollte, müsste das gerade für die Juden früher oder später verhängnisvoll werden. Von einem christlich und sittlichen Volke haben die Juden Beschränkungen im Bösen, Wucher etc. zu erwarten, aber keine Hetzen. …“

Er war Ehrenbürger mehrerer Gemeinden, so von Tulln, St. Georgen am Reith, Reinsberg, Traismauer, Tausendblum und Brand-Laaben sowie Ehrenmitglied der katholischen Studentenverbindungen Norica Wien, Ferdinandea Prag, Austria Wien und Rudolfina Wien.

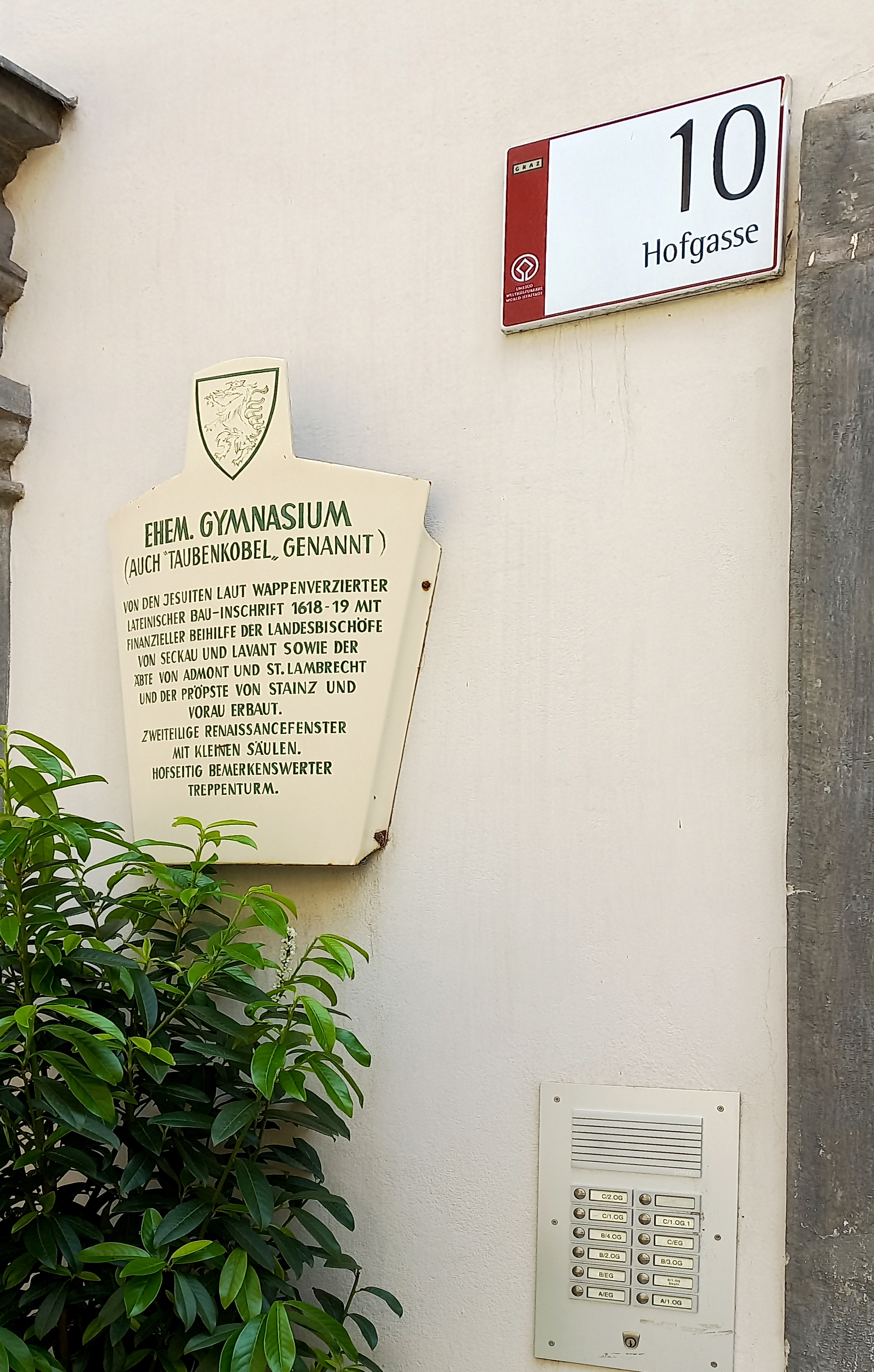
Die erste Unterkunft in Graz: der „Taubenkobel“ des Jesuitengymnasiums

1911 veröffentlichte Scheicher den Zukunftsroman Aus dem Jahre 1920 – Ein Traum in dem der nach 23 Jahren von seiner gescheiterten Nordpolfahrt zurückgekehrte Andrée erfährt, dass Österreich als „Ostmark“ nun Kern des Staatenbundes der „Vereinigen Oststaaten“ ist, der – ein Bollwerk gegen den Pangermanismus bildend – nun an der Spitze der europäischen Staaten steht. Diese Entwicklung geht auf die Idee eines St. Pöltener Abgeordneten zurück – womit Scheicher auf sich verweist – und ist hauptsächlich eine Folge des Exodus der Juden, nach dem dann wieder eine christliche Gesinnung im Land Einzug hielt. Nessun Saprà zufolge ist die „stark antisemitische Utopie“ Scheichers „als Literatur […] völlig unbedeutend, als Zeugnis für die geistige Verfasstheit der Bildungsschicht dieser Epoche ein nahezu einmaliges Dokument.“

## Werke
Die Werke Josef Scheichers sind in Bibliotheken teilweise auch unter der Namensvariante Joseph Scheicher verzeichnet.
- Interessantes Priesterleben. 1923.
- Arme Brüder. Ein Stück Zeit- und Kirchengeschichte. 1913.
- Erlebnisse und Erinnerungen: 1. Aus der Jugendzeit. 2. Aus der Studienzeit. 3. Aus dem Priesterleben. 4.-6. Aus dem politischen Leben. 1907–1912.
- Der Österreichische Klerustag. 1903.
- Aus dem Jahre 1920. Ein Traum. Verlag Gregora, St. Pölten 1900.
- Am Erkerfenster. Novellenkranz in zwei Bänden, 1879.
- Ostmark-Geschichten. Gesammelte Erzählungen, Novellen und Humoresken, 1898.
- Praktisches Handbuch des katholischen Eherechtes. Freiburg im Breisgau, Verlag Herder, 4. Auflage 1891.
- Compendium repetitorium theologieae moralis. Editio III. revisa. Verlag Fromme, Wien 1890.
- Allgemeine Moraltheologie. 1885.
- Duchovenstvo a socialnl otazka. (tschechische Übersetzung von: Die Geistlichkeit und die sociale Frage.) Brünn: Benediktinerdruckerei. 1884
- Der Klerus und die soziale Frage Innsbruck, Verlag Rauch 1884. 2. Auflage in fünf Sprachen übersetzt 1896.
- Der Lichtenhofer. Ein Lebensbild aus den steyrischen Alpen. Verlag Kirsch, Wien 1882.
- Wählt nicht liberal! Ein Ruf an seine Landsleute. Wien 1877.
- Jahrbuch des konstitutionellen Volks-Vereines für das Viertel Ober-Wiener-Wald. St. Pölten 1877 ff.

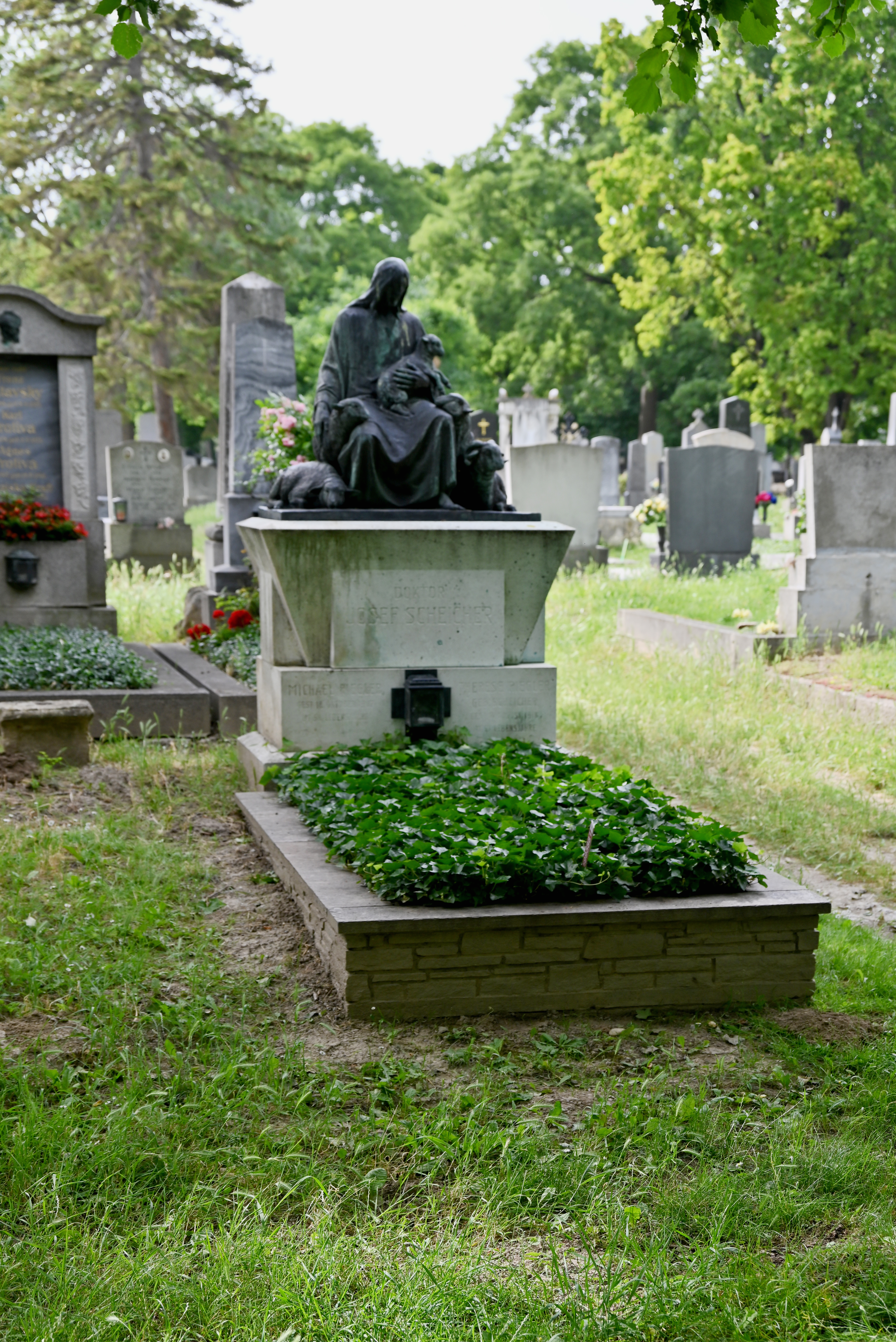
Grab Josef Scheichers am Wiener Zentralfriedhof

## Literatur

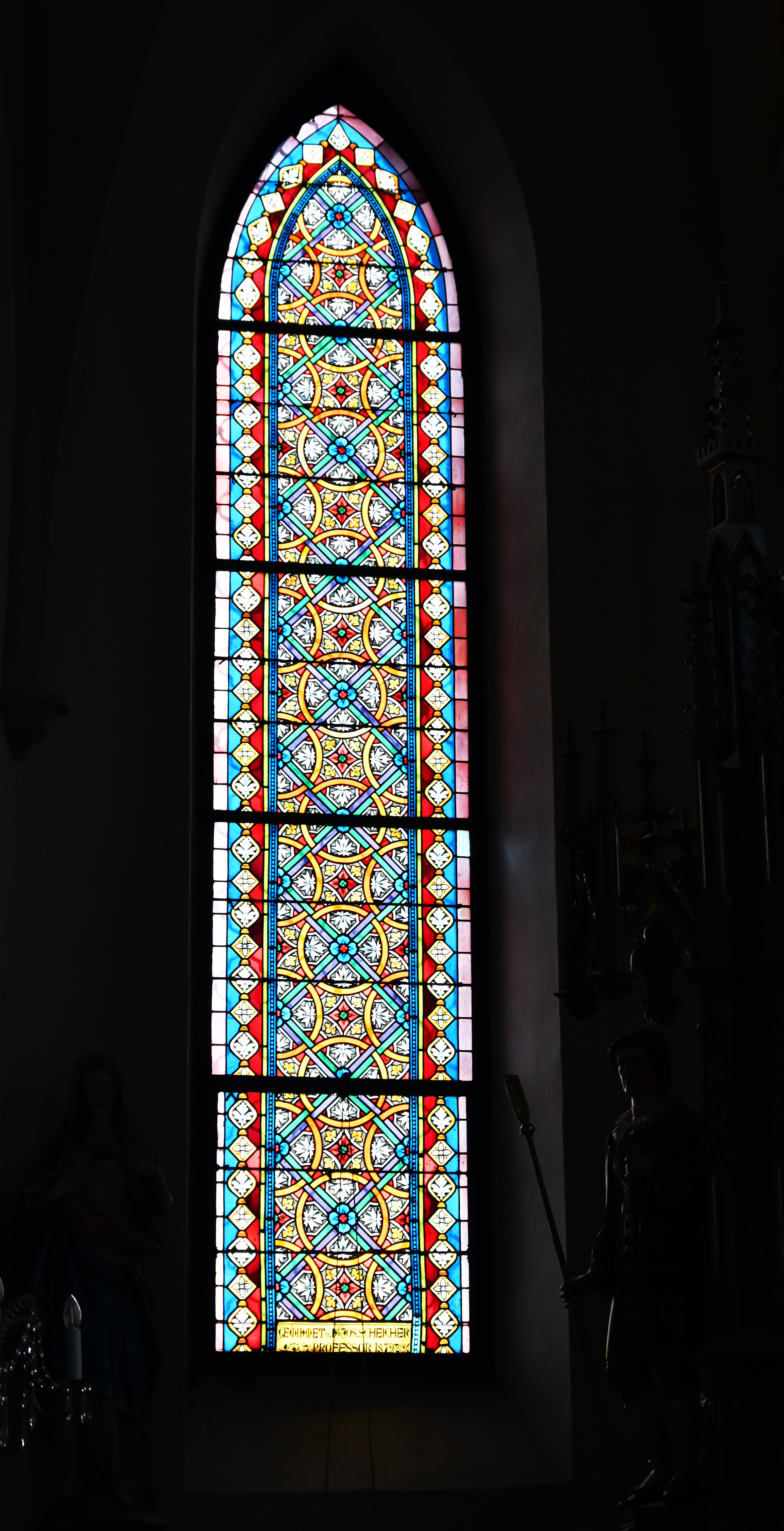
Gewidmetes Kirchenfenster in St. Stefan ob Stainz